# Hrvatski seljački prosvjetni dom u Đurđinu
Hrvatski seljački prosvjetni dom je prosvjetna ustanova hrvatskog seljaštva u bačkom selu Đurđinu. 
Selo Đurđin ga je dalo sagraditi 1935. godine. Izgrađen je prema nacrtu poznatog arhitekta Bolte Dulića. Financijsku konstrukciju dalo je samo selo koje je Dom financiralo svojim vlastitim sredstvima. 
Dom je svečano otvoren 30. kolovoza 1936. godine. Prvi je predsjednik Doma bio Đeno Šokčić. 
Literatura:
- Ivan Tumbas: Povijest naših mjesta: Đurđin[neaktivna poveznica], Glasnik Pučke kasine 1878 br.79/2010., s. 12-13